# Luis Carlos Perea
Luis Carlos Perea (født 29. december 1963 i Turbo, Colombia) er en tidligere colombiansk fodboldspiller (midterforsvarer).
Pereas karriere strakte sig over 16 år, og af hans klubber kan blandt andet nævnes Independiente Medellín, Atlético Junior og Atlético Nacional i den colombianske liga. Han var med til at vinde Copa Libertadores med Nacional i 1989.
Perea spillede desuden, mellem 1987 og 1994, 78 kampe og scorede to mål for det colombianske landshold. Hans første landskamp for colombianerne var en venskabskamp mod Ecuador 11. juni 1987, mens hans sidste optræden i landsholdstrøjen var VM-kampen mod USA 22. juni 1994.
Han repræsenterede sit land ved både VM i 1990 i Italien og VM i 1994 i USA. I 1990-slutrunden spillede han alle sit holds fire kampe, mens han spillede to af opgørene i 1994. Han var desuden med til at vinde bronze ved Copa América i både 1987 og 1993.

## Titler
Copa Libertadores
- 1989 med Atlético Nacional

Copa Interamericana
- 1989 med Atlético Nacional